# Sacred (seria)
Sacred – seria gier komputerowych z gatunku hack and slash tworzonych początkowo przez Ascaron Entertainment i Studio 2, natomiast obecnie przez Deep Silver przy współpracy z mniejszymi firmami deweloperskimi, Keen Games i Southend Interactive.

## Gry z serii
- Sacred – 27 lutego 2004[1]
  - Sacred Plus – 29 października 2004[2]
  - Sacred: Podziemia – 24 marca 2005[3]
- Sacred 2: Fallen Angel – 2 października 2008[4], 12 maja 2009 (PS3, X360)[5][6]
  - Sacred 2: Władca Smoków – 28 sierpnia 2009[7]
- Sacred Citadel – 17 kwietnia 2013[8]
  - Sacred Citadel: Jungle Hunt – 17 kwietnia 2013[9]
- Sacred 3 – 1 sierpnia 2014[10]
- Sacred Legends – 2016 (iOS, Android)[11]